# Thelotornis usambaricus
Thelotornis usambaricus là một loài rắn trong họ Rắn nước. Loài này được Broadley mô tả khoa học đầu tiên năm 2001.